# Shola Ameobi
Foluwashola "Shola" Ameobi (født 12. oktober 1981 i Zaria, Nigeria) er en nigeriansk/engelsk fodboldspiller, der spiller som angriber. Han spiller hos Notts County, og har tidligere repræsenteret Newcastle United.

## Landshold
Ameobi besidder både et nigeriansk og et engelsk pas, og spillede som ungdomsspiller 20 kampe for det engelske U21-landshold. Han valgte dog at repræsentere Nigeria på seniorplan, og debuterede for landets seniorlandshold den 14. november 2012 i et opgør mod Venezuela.